# Flash McQueen
Pour les articles homonymes, voir Lightning et McQueen.
« Lightning McQueen » redirige ici. Pour l’article homophone, voir Lightning.
Flash McQueen (Lightning McQueen en version originale (anglaise)) est un personnage de fiction, une voiture rouge apparaissant dans le film Cars. Il est également le héros des jeux vidéo dérivés du film, comme Cars : Quatre Roues ou Cars : La Coupe internationale de Martin. Flash McQueen est interprété dans la version originale par Owen Wilson, dans la version française par Guillaume Canet (parfois remplacé par Éric Legrand et par Axel Kiener pour les courts métrages Cars Toon) et dans la version québécoise par Patrice Dubois.
C'est le personnage principal des films. Il est un jeune véhicule de course anthropomorphe, égocentrique, arrogant et n'accordant aucune attention à ses équipiers, qui le quittent d'ailleurs au début du premier film. Il a pour ambition de devenir le premier rookie à remporter la course de la Piston Cup (une course de type NASCAR), et d'être sponsorisé par Dinoco. Il franchit la ligne d'arrivée exactement au même moment que ses deux adversaires, et une nouvelle course est organisée pour les départager. Sur le chemin de la Californie, il est involontairement abandonné sur la route dans le désert et se retrouve à Radiator Springs, une ville quasi-abandonnée, et dans laquelle il occasionne malencontreusement beaucoup de dégâts, qu'il est condamné à réparer avant de pouvoir partir. Il se lie alors d'amitié pour les habitants de la ville, notamment Martin, la dépanneuse, et Sally Carrera une voiture bleue, dont il tombe amoureux. Cette expérience le conduit à comprendre l'importance de l'amitié et de l'amour, et lui fait comprendre que gagner une course n'est pas la chose la plus importante qui soit dans une vie de coureur automobile.  
Son nom, McQueen est un hommage rendu à Glenn McQueen, un animateur de Pixar décédé en 2002. On peut aussi y voir une référence à Steve McQueen, dont une des grandes passions était la course automobile.
C'est la première fois qu'une machine apparaît comme le héros d'un long-métrage de Pixar, mais on assistera à la même situation dans WALL-E, deux ans plus tard.

## Apparitions

### Cars(2006)
Flash McQueen est un coureur participant à la Piston Cup. McQueen est parrainé par Rust-eze Medicated Bumper Ointment, qui utilise le slogan, « Utilisez Rust-eze, et vous aurez autant de succès que moi ! ». Cependant, il dédaigne secrètement Rust-eze et espère être choisi pour le parrainage par la compagnie pétrolière Dinoco, beaucoup plus glamour et prospère. Il est certain que Dinoco proposera de le parrainer s'il remporte la prestigieuse Piston Cup.
Au début du film, McQueen est dépeint comme ingrat, odieux, égoïste et sarcastique. Il est à noter qu'il avait précédemment licencié trois chefs d'écurie. Lors d'un arrêt aux stands, il refuse bêtement les conseils de son écurie pour remplacer ses pneus car il veut rester en tête. En conséquence, les deux pneus arrière explosent dans le dernier tour. Il évite de justesse de perdre la course quand il tire la langue, menant à une égalité à trois avec Strip « The King » Weathers et Chick Hicks. Il insulte par la suite les membres de son écurie, les conduisant à démissionner furieusement et soudainement.

Se préparant à partir pour la Californie pour une course de départage, McQueen commence à réaliser qu'il n'a pas de vrais amis. En route, il oblige égoïstement son camion de transport, Mack, à rouler de nuit, afin qu'ils puissent atteindre la Californie avant leurs concurrents. McQueen s'endort rapidement, rompant ainsi sa promesse de rester éveillé avec Mack. À son tour, Mack s'épuise lui-même. Après une rencontre malheureuse avec un quatuor de voitures tunées, McQueen est éjecté de Mack, et accélère à travers la nuit dans une recherche désespérée de Mack, pour finalement se perdre à Radiator Springs, une ville oubliée le long de la Route 66, où il est bientôt arrêté et mis en fourrière.
À Radiator Springs, McQueen se réveille et se retrouve traduit en justice pour avoir dégradé la route principale de Radiator Springs. Le juge local, Doc Hudson, ordonne à McQueen de quitter la ville immédiatement, mais les autres habitants, y compris leur avocate locale, Sally Carrera, votent pour que McQueen répare la route en guise de punition, ce que Doc approuve. McQueen est alors obligé de refaire la route, mais à la place, il tente de s'échapper de la ville. Il est rapidement repris et contraint de reprendre la réparation pour retrouver sa liberté. Il ne le fait pas correctement au début, mais pour faire une pause, il essaie d'accepter l'aide de Doc, mais le souffle. Dans le processus, McQueen apprend l'histoire de Radiator Springs et commence à se rapprocher de ses habitants. Une dépanneuse nommée Martin se lie d'amitié avec lui et il tombe amoureux de Sally. Il découvre également le passé de Doc, qui se révèle être un ancien champion de la Piston Cup, dont la carrière de course s'est terminée après un grave accident. Après avoir réparé la route et y être resté, McQueen est libre de quitter Radiator Springs et de reprendre son voyage vers la Californie. Cependant, il choisit de retarder son départ pour montrer sa reconnaissance à ses nouveaux amis en accomplissant de bonnes actions. Pendant son séjour à Radiator Springs, la personnalité de McQueen commence lentement à évoluer. Il commence à se soucier des autres plutôt qu'uniquement de lui-même et ne leur manque plus de respect. Il n'est pas aussi arrogant qu'il l'était autrefois sur la piste de course.
Pendant la course décisive en Californie, McQueen est incapable d'arrêter de penser à Radiator Springs et à ses nouveaux amis, ce qui lui fait perdre sa concentration. Peu après, il est surpris de voir que Doc Hudson et certains de ses amis l'ont suivi et endossé le rôle de son écurie. Inspiré par les mots d'encouragement de Doc, McQueen court avec une confiance renouvelée. Lorsque Chicks tente de l'envoyer dans le décor, il revient sur la piste en effectuant fièrement les mouvements qu'il a appris de Doc (en particulier le « tour » spécial de Doc Hudson) et des compétences de Martin, lorsqu'il était à Radiator Springs.
Lors du dernier tour, la Piston Cup est clairement à la portée de McQueen. Chicks, réalisant qu'il est sur le point de terminer à la dernière place, emboutit Weathers par derrière, lui causant ainsi un grave et spectaculaire accident. Sur l'écran géant du circuit, McQueen est témoin du crash derrière lui, qui lui rappelle celui qui a mis fin à la carrière de Doc 52 ans auparavant. Afin d'aider Weathers, McQueen s'arrête soudainement avant d'atteindre la ligne d'arrivée, perdant donc la victoire. McQueen est néanmoins félicité pour son esprit sportif, à tel point que le propriétaire de l'écurie Dinoco Tex lui propose de l'embaucher pour remplacer Weathers, qui prend sa retraite. McQueen décline, réalisant qu'il devrait rester avec ses sponsors de Rust-eze leur étant reconnaissant d'avoir réussi à l'amener là où il était. Tex respecte sa décision et lui propose plutôt de lui rendre service. McQueen profite de la faveur pour gagner un tour sur l'hélicoptère Dinoco pour Martin, réalisant le rêve de ce dernier.
McQueen retourne à Radiator Springs pour y établir son quartier général de course, remettant la ville sur la carte et apportant le succès à tous ses amis. Il reprend sa relation avec Sally et devient le disciple d'Hudson Hornet.

### Cars: le jeu vidéo(2006)
Dans Cars : le jeu vidéo, développé par Pixar et considéré comme une suite directe du film de 2006.
McQueen se retrouve au début de la prochaine saison de Piston Cup. Le mode Histoire commence avec le protagoniste, endormi au Cone Motel de Radiator Springs, et rêvant d'une course nommée le Grand Prix de Radiator Springs, qui sert de course d'introduction du jeu. Avec l'aide des citoyens de Radiator Springs, McQueen se prépare à commencer sa quête de la Piston Cup, en participant à des courses à travers Radiator Springs, Ornament Valley et le Tailfin Pass, mais aussi en prenant des leçons de dérapage de Doc, de boosting de Fillmore et de conduite en marche arrière de Martin. Au fil des courses, Flash semble de plus en plus proche de remporter la Piston Cup, au grand dam de Chick Hicks. Craignant de perdre son titre en voyant la forme que le numéro 95 affiche depuis le début de la saison, Chick fait appel aux Road Hazards - DJ, Boost, Wingo et Snot Rod, les mêmes voitures tapageuses qui ont provoqué le détournement de McQueen à Radiator Springs l'année précédente - pour voler l'équipement de course de McQueen en piégeant à nouveau Mack sur l'Interstate 40. McQueen réussit à récupérer son équipement et à provoquer l'arrestation des délinquants, qui dénoncent Chick. À la course suivante, au Smasherville Internatinoal Speedway, McQueen confronte Hicks avant de emporter à nouveau sur son rival vert au numéro 86 Ce dernier, qui martèle qu'il ne perd que par des coups de malchance, est défié par Flash à un Grand Prix à Radiator Springs, en référence à son rêve au début du jeu. Ce Grand Prix se compose de trois courses sillonnant les trois différentes zones du mode Histoire suivi de la dernière course de la saison 2006 de la Piston Cup à Los Angeles (théâtre de la course finale du film). McQueen remporte les quatre courses, et la Piston Cup dès la deuxième saison de sa carrière dans le championnat.
À la fin, McQueen, Martin et Sally décident de faire un voyage de fête à travers le pays. Lorsqu'on lui a demandé s'il avait apporté son trophée, McQueen répond qu'il l'a laissé à une bonne place. L'écran montre alors la vitrine de la clinique de Doc Hudson, où trône le trophée du numéro 95, à côté des trois Piston Cups remportées par son légendaire mentor.
Bien que McQueen soit toujours sponsorisé par Rust-eze, le joueur peut débloquer une livrée Dinoco pour McQueen, utilisable en mode Histoire, Arcade et VS, grâce aux jetons éclairs collectés pendant l'aventure.

### Cars: La Coupe internationale de Martin(jeu de 2006)
En 2007, Martin organise une coupe international à Radiator Springs. Il y a 6 concurrents dont Flash McQueen qui y participent.
Flash McQueen a toujours des autocollants et la même peinture que à la fin du premier opus.
Flash gagne toutes les courses et fait une photo de souvenirs avec les 5 autres coureurs devant son nouveau QG.

### Cars 2(2011)
Cinq ans après les événements du premier film, McQueen, maintenant quadruple champion de la Piston Cup (2007-2010), revient à Radiator Springs après une saison de course réussite. Après avoir rendu hommage à son mentor Doc Hudson désormais disparu, Il est heureux de retrouver son meilleur ami Martin. Le répit de McQueen est toutefois de courte durée lorsqu'il est recruté pour participer au tout premier Grand Prix du monde, parrainé par l'ancien magnat du pétrole Miles Axelrod pour promouvoir son nouveau biocarburant, Allinol. McQueen décline initialement mais est raillé publiquement par la voiture de course de Formule 1 Francesco Bernoulli. Mater intervient pour défendre McQueen, l'amenant à reconsidérer et à rejoindre la course. Martin espère suivre la tournée et, malgré les inquiétudes concernant le comportement d'ingérence de Martin, McQueen accepte à contrecœur.
À Tokyo, lors d'une fête d'avant course, McQueen est gêné par les ébats de Martin et il commence à regretter de l'avoir emmené. Peu de temps après, Martin est involontairement pris dans une mission d'espionnage avec Finn McMissile et Holley Shiftwell. Cela conduit à plus de pitreries lors de la première course, que McQueen domine initialement. Cependant, une mauvaise communication de Martin lui a finalement coûté la course. Bouleversé, McQueen confronte Martin et lui dit qu'il n'a pas besoin ou ne veut pas de son aide.
Déçu, Martin décide de rentrer chez lui, laissant des excuses sincères à McQueen, laissant McQueen mal à l'aise d'être trop sévère. Sur le chemin du retour, Martin se retrouve à nouveau impliqué dans la mission d'espionnage. Pendant ce temps, le Grand Prix du Monde passe en Italie, cependant, McQueen est trop déprimé pour en profiter depuis sa dispute avec Martin. Là, McQueen comprend que même les meilleurs amis se disputeront de temps en temps, et il est inspiré pour réparer son amitié avec Martin.
McQueen remporte la deuxième course à Porto Corsa, en Italie, bien que de nombreuses voitures finissent par être endommagées. Grâce à sa mission d'espionnage, Martin apprend qu'un cerveau criminel non identifié sabote les voitures. Un public inconscient commence à se demander si Allinol est à blâmer, car le carburant est une chose courante utilisée par toutes les voitures. En réponse, Axelrod décide de retirer Allinol de la course finale, permettant aux voitures de choisir leur propre carburant. McQueen choisit de continuer avec Allinol sur la base des conseils de son ami et membre de l'équipage du stand Fillmore. (À l'insu de McQueen, son carburant avait déjà été remplacé par le biocarburant de Fillmore.) Le cerveau ordonne au professeur Zündapp (professeur Z) de saisir l'occasion et de faire tuer McQueen, afin que Allinol soit blâmé. Martin surprend l'ordre et essaie d'avertir McQueen, mais est incapable de le faire avant d'être capturé et rendu inconscient.
Lors de la troisième et dernière course à Londres, Martin s'échappe et reprend sa tentative d'avertir McQueen. À la fosse de McQueen, Martin apprend que le cerveau a posé une bombe dans son compartiment moteur alors qu'il était inconscient, et elle explosera lorsque McQueen se rapprochera, les tuant tous les deux. McQueen voit Martin et s'approche de lui, dans l'espoir de présenter ses excuses. Martin accélère pour éviter de tuer McQueen. McQueen le poursuit, pensant que Martin fuit par culpabilité. Bientôt, ils sont hors de portée de la télécommande du détonateur. Après l'arrêt, McQueen se rend finalement compte que la mission d'espionnage était réelle après que Shiftwell et McMissile apparaissent avec un Zündapp capturé. Zündapp révèle que seul le cerveau peut désactiver la bombe de Martin. Seul Martin rassemble les derniers indices et identifie le cerveau comme étant Miles Axelrod. Cela n'a de sens pour personne d'autre jusqu'à ce que Martin explique qu'Axelrod voulait donner une mauvaise réputation aux énergies alternatives, car il possède les plus grandes réserves de pétrole inexploitées au monde. Martin a réussi à le prouver en forçant personnellement Axelrod à désarmer la bombe en personne, ce qui a permis à McQueen et aux autres de se rendre compte qu'Axelrod était en effet le véritable cerveau après tout.
Après l'arrestation d'Axelrod et de ses cohortes, il a été révélé que l'Allinol était en fait de l'essence conçue par Axelrod dans le cadre de son plan pour discréditer les énergies alternatives, tout comme Martin le soupçonnait, et que l'approvisionnement en allinol de McQueen a été commuté avec du carburant organique de Fillmore par Sergent, ce qui expliquer comment McQueen a réussi à éviter d'être frappé par le rayonnement. Étant tellement étonné de voir que Martin a déjoué une conspiration criminelle mondiale avec ses propres esprits, McQueen déclare avec joie que Martin peut désormais participer à toutes les courses s'il le souhaite, pour le plus grand plaisir de Martin. McQueen a également été témoin de la chevalerie de Martin par la reine en l'honneur de ses actes.
De retour à Radiator Springs, les concurrents se rassemblent dans un esprit sportif pour une course sans enjeu. Le film se termine avec McQueen prenant la première place lors du Grand Prix de Radiator Springs, rejoint par Martin grâce aux nouveaux propulseurs de fusée qui lui ont été donnés par Finn et Holley.
Le schéma de peinture de McQueen est presque le même que dans le premier film (son grand éclair est repeint en rouge foncé, et un petit boulon est enfilé à travers son numéro et n'a que trois autocollants de sponsor de chaque côté), bien qu'il soit modifié pour le Grand Prix du monde avec des flammes teintées de vert à l'extrémité de son gros boulon et un logo Piston Cup sur le capot au lieu de son habituel sponsor Rust-Eze. Ses décalcomanies éclairantes réfléchissantes sont supprimées, il a un aileron différent et ses phares et feux arrière autocollants sont remplacés par de véritables phares de travail.

### Planes 2(2014)
Flash McQueen fait une apparition en caméo dans Planes 2, apparaissant sur une photo dans un journal lu par Sparky.

### Cars 3(2017)
Six ans après les événements du deuxième film, l'histoire commence avec McQueen, désormais septuple vainqueur de la Piston Cup (2007-2013) et légende de la course, participant à la Piston Cup tout en se confrontant à ses concurrents principaux mais aussi amis, Cal Weathers et Bobby Swift, tous trois se faisant des farces après chaque course. Dans le dernier tour d'une course, Jackson Storm, un jeune coureur technologiquement avancé, apparaît de nulle part sur la piste, passant très facilement devant McQueen et ses amis médusés. Il découvre à ce moment l'arrogance de Storm (arrogance qui n'est pas sans rappeler celle qu'il avait lui-même au début du premier film), qui le tance sur sa longue carrière et affirme qu'il le poussera vers la retraite. Storm continue de gagner course après course tout au long de la saison, et de nombreux coureurs vétérans (dont McQueen a fini par faire partie au fil des saisons) sont invités à prendre leur retraite ou sont licenciés par leurs sponsors pour faire de la place pour la prochaine génération - y compris ses amis Cal et Bobby. Lors de la dernière course de la saison à Los Angeles, en voulant à tout prix rattraper Storm qui est de nouveau parvenu à le dépasser sans difficulté, McQueen commet une erreur fatale, et subit un très grave accident devant Sally, Martin, Luigi, Guido, Serge et Fillmore impuissants…
Quatre mois plus tard, on retrouve McQueen se remettant difficilement de l'accident. Désemparé à l'idée de subir le même sort que son mentor Doc Hudson (poussé vers la sortie après son très grave accident et l'arrivée des rookies), il finit par être remotivé par Sally et ses amis de Radiator Springs. Il apprend par ses sponsors qu'un nouveau centre d'entrainement vient d'être créé. Après s'y être rendu avec Mac, il apprend que Rust-eze a été vendu au riche magnat Sterling. Lors de la présentation du centre, il fait la rencontre de Cruz Ramirez, préparatrice sportive et grande admiratrice de McQueen "depuis qu'elle est toute petite" (une évocation qui met McQueen mal à l'aise). Après plusieurs tentatives infructueuses avec la formation prodiguée par Ramirez (qui le taquine sur son âge), et l'endommagement du simulateur de course dernier cri de Sterling, il apprend que celui-ci prévoyait de toute façon de le forcer à se retirer afin qu'il puisse gagner de l'argent sur les produits dérivés à son effigie. Il obtient malgré tout une dernière chance de se confronter à Storm lors de la course d'inauguration de la nouvelle saison en Floride.
McQueen décide de reprendre l'entrainement à sa façon sur la plage. Mais devant être accompagné de Ramirez, il passe finalement davantage de temps à lui apprendre à rouler sur le sable. Déçu de cette perte de temps, il décide de se rendre déguisé et sous un faux nom à la localité proche de Thunder Hollow, lieu d'une course réputée. Mais sur place, lui et Cruz découvrent trop tardivement qu'il s'agit en réalité d'un derby de démolition où ils font la rencontre de Miss Friter, un terrifiant bus scolaire américain. Ils se sortent miraculeusement presque indemnes de ce derby et Cruz remporte contre toute attente la victoire. Mais McQueen finit par être reconnu par le public et les médias. Furieux d'avoir une fois de plus perdu du temps et d'avoir vu son image écornée, il laisse éclater sa colère envers Cruz au point de l'accabler sur sa supposé méconnaissance du monde de la course et de casser la coupe qu'elle a remporté. Blessée, Cruz lui révèle à quel point il a été un modèle pour elle et son rêve de toujours de devenir pilote, rêve qu'elle n'a jamais pu accomplir faute de confiance en elle. Elle repart vers le centre d'entrainement, laissant Mac et surtout McQueen plein de remords.
Perdu, il demande de l'aide à Martin qui lui conseille de partir à la recherche de l'ancien patron et mentor de Doc, Smokey, s'il est encore en vie. Après avoir retrouvé Cruz, il l'emmène avec lui à Thomasville. Il retrouve finalement Smokey à la Motor Speedway dans la ville natale de Doc, dans ce qui semble être les Great Smoky Mountains. Il y rencontre par la même occasion Louise Nash, River Scott et Junior Midnight Moon, anciennes légendes de la course et amis de Doc Hudson. Smokey lui fait découvrir que Doc Hudson a repris contact avec lui une fois qu'il est devenu son mentor, et qu'il ne l'avait jamais vu aussi heureux de sa vie. Avec ses nouveaux amis, Flash reprend l'entrainement à l'ancienne, pendant lequel Smokey lui rappelle qu'étant vieillissant, il devra jouer sur d'autres critères que la vitesse pour battre Storm, qui sera toujours le plus rapide. Après avoir accepté cette dure vérité et sa désormais lenteur sur les circuits, McQueen redécouvre des techniques de course qu'il a longtemps pu négliger (aspiration, dépassements dans le peloton, orientation à l'instinct et sans repères...) et s'entraine avec Cruz Ramirez qui agit tel un sparring-partner, et qui apprend également à piloter. Même si celui-ci fait des progrès notables, il finit par être battu à la course finale par Cruz qui révèle ses dons de pilotage, ce qui le replonge dans ses doutes. Après avoir remercié Smokey et ses amis, il se rend avec eux en Floride.
McQueen commence la course du Florida 500, avec Smokey comme chef d'équipe, où il remonte les places avec sérieux (étant parti bon dernier) mais encore empêtré dans ses doutes. C'est alors qu'il entend Sterling dans son oreillette renvoyer avec dédain Cruz, restée sur le côté pour l'encourager, entrainer les autres pilotes de l'écurie. Prenant pleinement conscience du potentiel de Cruz et se rappelant ce qu'elle lui avait avoué précédemment, il décide se laisser Cruz prendre sa place (au grand dam de Sterling) et son numéro lors d'un ravitaillement (comme le règlement le permet), et devient son chef d'équipe à la place de Smokey. D'abord nerveuse et perdue, Cruz, encouragé par McQueen, prend confiance et remonte de façon phénoménale les places, au point que Storm décide de la déstabiliser en pleine course. McQueen explique à Cruz qu'en réalité, c'est elle qui l'a déstabilisé au point de le faire agir de la sorte, ce qui la remet immédiatement en selle. Après avoir provoqué Storm en bénéficiant sans difficulté de son aspiration et alors que celui-ci, décidément très fébrile, la pousse sur la rambarde, Cruz réussit de façon spectaculaire à dépasser Storm devant la ligne d'arrivée et remporte la course sous les hourras de la foule et des médias qui la prennent tout de suite en affection. Ému et conscient de voir en Cruz le jeune rookie qu'il était des années plus tôt, Flash découvre que tous deux partagent la victoire celui-ci ayant pris le départ de la course. Il remporte donc son pari avec Sterling et peut donc continuer à courir, tandis que Cruz devient son élève, remet sa démission à Sterling et devient le nouveau visage de Dinoco. La marque Rust-eze, quant à elle, est finalement rachetée par Tex, le propriétaire de Dinoco. McQueen, qui a repris les couleurs de son regretté mentor et qui a pu garder les couleurs de son écurie de toujours, termine le film par une course avec Cruz à Radiator Springs, tenant désormais le rôle de mentor de jeunes talents lors de la course occasionnelle de la Piston Cup.
Il revient au type de carrosserie qu'il avait dans le premier film, mais la livrée comporte un croisement entre les éclairs vus dans le premier film et les flammes vues dans le deuxième film ; à noter que les boulons sont de couleur unie au lieu de demi-teintes, les logos de Rust-eze ont été agrandis et ont moins d'autocollants de sponsors qu'il n'en avait dans le premier film. Il arbore également une deuxième livrée avant son crash (avec une peinture rouge légèrement désaturée, une version plus modernisée du logo Rust-eze et différents éclairs), un troisième livrée « d'entraînement » dans laquelle il est d'un rouge plus foncé avec du métal des accents jaunes, et une quatrième livrée « derby de démolition » dans laquelle il est tout brun boueux et numéroté 15. À la fin du film, McQueen est paré d'une livrée bleue « Fabulous Lightning McQueen » qui rappelle celle de Doc Hudson. Il conserve également ses phares de travail.

### Cars sur la route
Flash McQueen, toujours à Radiator Springs, accompagne Martin au mariage de sa sœur.

## Autres informations
- Dans le livre Cars Origins: Struck by Lightning de Dave Keane publié en 2017, McQueen révèle que son nom d'origine était "Monty", et que "Flash" est un surnom qu'il a acquis quand il a battu tous les records de vitesse à l'Académie de course dans laquelle il a étudié.
- Le nom de l'académie de course dans laquelle Flash a étudié est la "Fast Track Race Academy".
- Le numéro de Flash McQueen était à l'origine 57
- Avant d'être sponsorisé par Rusteeze Flash Mcqueen était sponsorisé par Smell Swell, une entreprise spécialisée dans la fabrication de déodorant. Celle ci remplaça Flash par Sammy Smelter un autre coureur qui, d'après le sponsor, représente mieux l'image de la marque.
- D'après le réalisateur de Cars 3, Flash McQueen aurait eu 40 ans en 2017 donc il serait né en 1977.
- La raison pour laquelle Flash McQueen était resté a Radiator Springs pendant si longtemps après son accident est parce qu'il était en convalescence pendant tout ce temps.
- Dans Toy Story 3, dans la salle des chenilles de la garderie Sunnyside, on peut voir l'un des enfants avec un t-shirt blanc à manches rouges et a au milieu du maillot le numéro de course 95 avec l'éclair de Flash McQueen.
- Un jouet similaire à Flash peut également être vu.
- Dans Cars 2, il a des phares fonctionnels au lieu d'autocollants.
- A Tokyo, une publicité pour un aspirateur nommé "Flash McClean" est vue.

## Interprètes
- Voix originales : Owen Wilson et Keith Ferguson (pour certains produits dérivés)
- Voix allemande : Daniel Brühl (Cars), Manou Lebowski (Cars 2, Cars 3)
- Voix danoise : David Owe
- Voix espagnole : Guillermo Romero
- Voix finnoise : Sami Uotila
- Voix française : Guillaume Canet (longs-métrages), Axel Kiener (les courts-métrages Cars Toon séries télévisée Cars : Sur la route et jeux vidéo Disney Infinity) et Éric Legrand (autres apparitions)
- Voix italienne : Massimiliano Manfredi
- Voix japonaise : Hiroshi Tsuchida
- Voix mexicaine : Kuno Becker
- Voix néerlandaises : Hans Somers et Tom Van Landuyt (dans la version flamande)
- Voix norvégienne : Espen Sandvik
- Voix portugaise : Marcelo Garcia
- Voix québécoise : Patrice Dubois
- Voix roumaine : Florian Ghimpu
- Voix suédoise : Martin Stenmarck
- Voix slovaque: Peter Sklár